# Jenny von Westphalen
Jenny von Westphalen (alemany: Jenny Marx)  (Salzwedel, 12 de febrer de 1814 - Londres, 2 de desembre de 1881) va ser una activista socialista i primera membre de la Lliga Comunista, coneguda sobretot per ser la dona del filòsof Karl Marx. Jenny i Karl es van prometre el 1836 i es van casar el 1843. Van tenir set fills i filles, dels quals alguns van estar també fortament vinculats a l'activisme polític.

## Orígens
Jenny von Westphalen va néixer a Salzwedel filla d'una família prominent de l'aristocràcia prussiana. El seu pare, Ludwig von Westphalen (1770–1842), vidu d'un primer matrimoni del qual tenia quatre fills, treballava com a "Regierungsrat" a Salzwedel i a Trier. El seu avi per part de pare, "Edler" Christian Philip Heinrich von Westphalen (1723–1792) havia estat "cap de personal" de facto del Duc Ferdinand de Brunswick durant la Guerra dels Set Anys. La seva avia per part de pare, Jeanie Wishart (1742–1811), era una noble escocesa: el seu pare George Wishart (1703–1785) era descendent directe del Novè Compte d'Angus, mentre la família de la mare eren Ducs d'Argyll (durant segles la família aristocràtica més poderosa d'Escòcia). Amalia Julia Carolina von Westphalen (nascuda Heubel), mare de Jenny, va viure del 1780 al 1856. El germà de Jenny, Edgar von Westphalen (1819–1890), era company de classe i amic de Karl Marx. Un altre germà, Ferdinand Otto Wilhelm Henning von Westphalen, va ser Ministre de l'Interior de Prússia pels conservadors del 1850 al 58. Tot i això, sempre va mantenir una bona relació amb Karl i Jenny.

## Matrimoni
Jenny von Westphalen i Karl Heinrich Marx coincidiren sovint de petits, ja que existia una bona relació entre les famílies. Ella tenia quatre anys més que Karl. D'adolescents es van convertir en molt bons amics. Als dos els agradava molt llegir i escriure i aviat van començar a festejar. Segons Marx, ella era la noia més bonica de la ciutat de Trier. El seu pare, Ludwig von Westphalen, amic del pare de Marx, també va fer amistat amb l'adolescent Marx, i sovint compartien llargues passejades en què conversaven de filosofia i literatura anglesa. Jenny i Karl es van prometre el 1836. El casament va tenir lloc el 19 de juny al Kreuznacher Pauluskirche (església de St. Pau), a Bad Kreuznach.
Després de casar-se, Karl i Jenny Marx van anar a viure a París, a la Rue Vaneau, i aviat van fer amistat amb el poeta alemany Heinrich Heine, que aleshores vivia a la Rue Matignon.

## Descendència

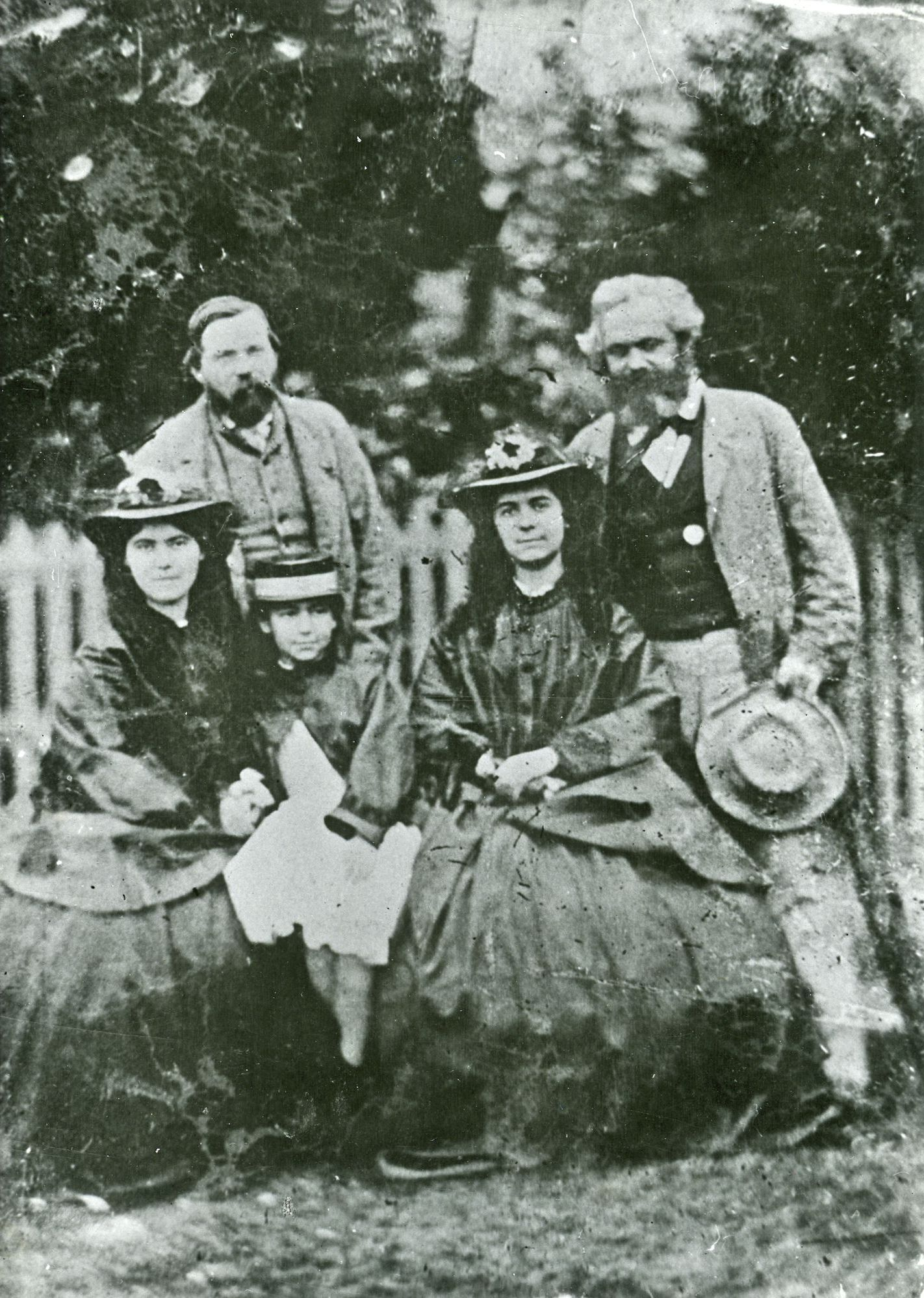
Karl Marx (1818–1883), Friedrich Engels (1820–1895), i les filles de Marx: Jenny Caroline (1844–1883), Jenny Julia Eleanor (1855–1898), i Jenny Laura (1845–1911)

Karl i Jenny van tenir set fills. En ordre cronològic:
1. Jenny Caroline (1 de maig de 1844 – 11 de gener de 1883). Va casar-se amb Charles Longuet el 1872. Va ser una militant socialista que escrigué per la premsa socialista francesa durant la dècada dels 60s, sobretot denunciant el mal tracte dels britànics envers els revolucionaris fenians irlandesos. Va morir de càncer de bufeta als 38 anys.
2. Jenny Laura (26 de setembre de 1845 – 26 de novembre de 1911), nascuda a Brussel·les, Bèlgica. Va casar-se amb el periodista i escriptor Paul Lafargue el 1868. També va ser una activista socialista. Laura i el seu marit van treballar conjuntament durant dècades, traduint l'obra de Marx al francès i difonent el marxisme a França i a Espanya. Lafargue i ella van decidir morir en un suïcidi pactat. Tenia 66 anys.
3. Charles Louis Henri Edgar (3 de febrer de 1847 a Brussel·les – 6 de maig de 1855), conegut familiarment com a "Mush", va rebre el nom d'Edgar en honor del seu oncle per part de mare. Va morir als 8 anys.
4. Henry Edward Guy (5 de setembre de 1849, Londres- 19 de novembre de 1850, Londres, Anglaterra). Anomenat familiarment "Guido".
5. Jenny Eveline Frances (28 de març de 1851 – 14 d'abril de 1852) Anomenada familiarment "Franziska".
6. Jenny Julia Eleanor (16 de ener de 1855 – 31 de març de 1898), nascuda a Londres. Va ser militant socialista. Es va suïcidar als 43 anys ingerint àcid prússic després de descobrir que qui havia estat la seva parella durant molt de temps, Edward Aveling, s'havia casat en secret amb una jove actriu anomenada Eva Frye el mes de juny de 1897.
7. Una criatura sense nom nascuda i morta el 6 de juliol de 1857 a Londres.

## Exili

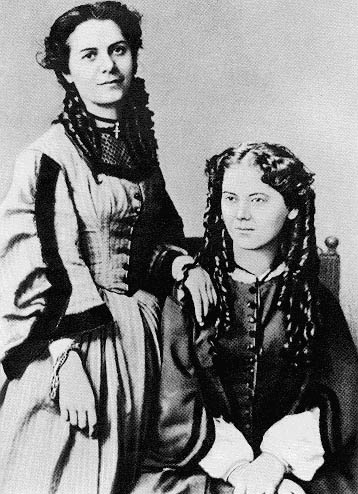
Jenny Carolina i Jenny Laura Marx

El 1844, Jenny va viatjar sola amb la seva filla "Jennychen", per visitar la seva mare. El 1845, la policia política francesa va expulsar els Marx. Jenny estava embarassada i per això la seva filla Laura va néixer a Brussel·les.
El 1848 la policia de Brussel·les va arrestar Jenny i va presentar una ordre de deportació anti-immigració. Els Marx retornen a Paris i després marxen a Colonia.
El 1848 van tenir lloc nombrosos aixecaments revolucionaris en molts països europeus incloent els estats germànics. Les autoritats prussianes van deportar Karl Marx a França, des d'on va marxar a Londres amb la família.
Entre 1849 i 1850 els Marx van viure a Dean Street a Londres. El 1856 es van traslladar a Grafton Terrace, prop de Hampstead Hill, gràcies als diners que Jenny va heretar de la seva mare que havia mort aquell mateix any. El número 9 de Grafton Terrace, en aquella època situat a la perifèria del Londres més "civilitzat", tenia un petit jardí i dues plantes amb set cambres, inclosa la cuina. Jenny va escriure: " […] avancem fermament en el camí de convertir-nos en burgesos".Plantilla:Cite quote El filòsof Leszek Kołakowski també escriuria així sobre l'època de la família Marx a Londres: "[Karl] Marx era notablement incapaç de portar els comptes, i Jenny era clienta habitual dels usurers de Londres."

## Mort
Durant els anys posteriors, Jenny Marx va patir de forts dolors interns i finalment li va ser diagnosticat un càncer de fetge. Després d'una visita familiar a  França, va morir a Londres, el 2 de desembre de 1881, als 67 anys. Va ser enterrada al Highgate Cemetery de Londres, al igual que Karl Marx. El 1954, les seves restes, junt amb les del seu marit i les d'altres familiars, van ser traslladades a una altra tomba en la que es va construir un monument commemoratiu.

## Obra
- Short Sketch of an Eventful Life (1865–1866)[6]
- Aus der Londoner Theaterwelt. In: Frankfurter Zeitung und Handelsblatt, Frankfurt am Main, No. 328, 21 November 1875
- Londoner Saison. In: Frankfurter Zeitung und Handelsblatt, Frankfurt am Main, No. 95, 4 April 1876
- Englische Shakespeare-Studien. In: Frankfurter Zeitung und Handelsblatt, Frankfurt am Main, No. 3, 3 January 1877
- Shakespeares "Richard III" im Londoner Lyceum-Theater. In: Frankfurter Zeitung und Handelsblatt, Frankfurt am Main, No. 39, 8 February 1877
- Vom Londoner Theater. In: Frankfurter Zeitung und Handelsblatt, Frankfurt am Main, No. 145, 25 May 1877
- Die hervorragendesten Persönlichkeiten der englischen Salonwelt. In: Der Sprudel. Allgemeines deutsches Bade-Journal, Wien, IX. Jg., No. 3, 18 May 1879
- Irving at home. In: Der Sprudel. Allgemeines deutsches Bade-Journal, Wien, IX. Jg., No. 7, 23 June 1879